# Colombier (Neuchâtel)
Colombier foi uma comuna do distrito de Boudry, no Cantão de Neuchâtel, na Suíça.

## História
Em 1 de janeiro de 2013, passou a formar parte da nova comuna de Milvignes.